# Josef Větrovský

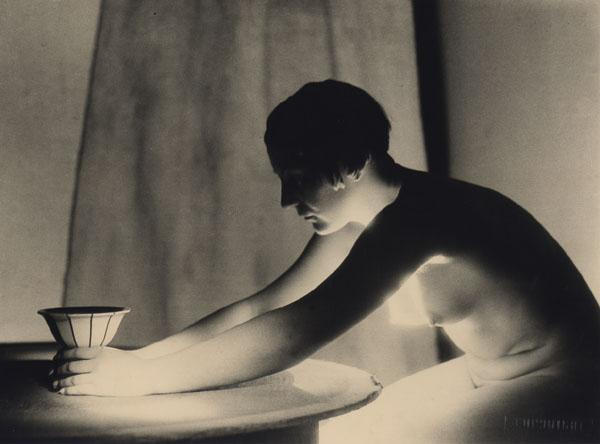
Josef Větrovský: Halbakt umklammert Art Deco-Vase

Josef Větrovský (25. ledna 1897 Praha – 25. června 1944 Praha) byl český fotograf z Prahy, přímý žák Františka Drtikola.

## Život a dílo
Fotografoval především portréty a akty. V roce 1926 se zúčastnil výstavy České fotografické společnosti, o kterou se zasloužili Josef Sudek, Jaromír Funke a Adolf Schneeberger. Na podzim 1939 uspořádal vlastní retrospektivu, což na tehdejší dobu bylo velmi cenné. V první polovině 30. let byl žákem Františka Drtikola, a tak se na jeho fotografiích objevují podobné náměty, rekvizity lidé a kompozice.
Zemřel v roce 1944 na infarkt[zdroj⁠?!].